# San José las Flores
San José las Flores är en ort i Mexiko.   Den ligger i kommunen Huixtán och delstaten Chiapas, i den sydöstra delen av landet, 800 km öster om huvudstaden Mexico City. San José las Flores ligger 2 469 meter över havet och antalet invånare är 260.
Terrängen runt San José las Flores är huvudsakligen kuperad. San José las Flores ligger uppe på en höjd. Runt San José las Flores är det ganska tätbefolkat, med 155 invånare per kvadratkilometer. Närmaste större samhälle är San Cristóbal de las Casas, 16,4 km väster om San José las Flores. I omgivningarna runt San José las Flores växer i huvudsak städsegrön lövskog.